# Gioconda De Vito
Gioconda Anna Clelia De Vito (Martina Franca, 26 luglio 1907 – Roma, 1994) è stata una violinista italiana naturalizzata inglese.

## Biografia
Figlia di Giacomo (noto enotecnico di Martina Franca) intraprese gli studi di violino con Attilio Crepax al Conservatorio di Musica Rossini a Pesaro dove nel 1921 conseguì il diploma. Lì tenne nello stesso anno il suo primo concerto. In seguito si perfezionò con Remy Prìncipe presso l'Accademia di Santa Cecilia a Roma. Nel 1932 vinse il Concorso Internazionale di Vienna (primo posto ex aequo con un violinista ungherese) e durante gli anni trenta si divideva tra i concerti e l'insegnamento all'Accademia S. Cecilia (dal 1935) ed al conservatorio di Bari.
Mussolini, suo ammiratore, avrebbe voluto farle dono di un violino Stradivari, ma la violinista rifiutò l'offerta affermando che un simile gioiello non potesse appartenere a una sola persona, ma all'umanità intera. Nel 1953 le fu affidato dal Governo italiano il "Toscano", strumento del Quintetto Mediceo realizzato da Stradivari nel 1690. Un altro Stradivari, il "Bazzini", le fu prestato da un collezionista ungherese. Questo rimase il suo preferito poiché più facile da suonare per via delle dimensioni ridotte rispetto al "Toscano". Nel 1956 suo marito le regalò un Ferdinando Gagliano del 1762 detto "Gioconda De Vito", il quale divenne il preferito della violinista negli ultimi anni della sua carriera.
Nel 1944 Ildebrando Pizzetti le dedicò il Concerto in la per violino e orchestra, che è stato eseguito per la prima volta da Gioconda De Vito il 9 dicembre 1945 all'Adriano di Roma per il Festival di musica contemporanea con lo stesso autore alla direzione d’orchestra.
Nel 1953 suonò una sonata di Brahms per papa Pio XII con Wilhelm Furtwängler al pianoforte.
Nel 1947 si recò in Gran Bretagna per registrare un 78 giri. Il 29 aprile 1948 suonò alla Royal Albert Hall con la London Philharmonic Orchestra diretta da Victor de Sabata il concerto di Brahms. Lo stesso anno eseguì il Concerto in Sol maggiore di Mozart ancora alla Royal Albert Hall con la BBC Symphony Orchestra diretta da Rafael Kubelík. Nel 1949 sposò David Bicknell (1906-1988), direttore della divisione HMV della EMI Records, e dunque acquisì la cittadinanza britannica. Suonò al Festival di Edimburgo nel 1948 il triplo concerto di Beethoven con Arturo Benedetti Michelangeli, Enrico Mainardi e l'orchestra dell'Accademia nazionale di Santa Cecilia diretta da Furtwängler), nel 1951 e nel 1953 (l'articolo relativo alla partecipazione del 1953 fu pubblicato sul Times) partecipando inoltre alla serie “Quattro secoli di violino” con Yehudi Menuhin, Max Rostal e Isaac Stern. Nel 1953 nel Teatro alla Scala di Milano esegue il Concerto per violino e orchestra op. 64 (Mendelssohn) diretta da Sergiu Celibidache.
Nel 1958 fece parte della giuria per il Concorso internazionale Čajkovskij, tenne recitals a Mosca e Leningrado; nel 1960 tornò ad Edimburgo, tenne un tour in Australia e in America . Aveva poco più di cinquant' anni quando nel 1961 si ritirò dalle scene. La sua decisione fu dovuta alla consapevolezza di aver ormai raggiunto l'apice delle proprie possibilità: «Troppe volte ho assistito alla decadenza di un artista e ne ho provato una pietà mostruosa. Perciò ho voluto troncare la mia carriera nel momento in cui mi sono accorta di non poter dare ancora di più. Quando un organismo cessa di svilupparsi comincia istantaneamente ad invecchiare, ed io la decadenza non ho voluto iniziarla». Il suo ultimo concerto britannico si tenne a Swansea in ottobre, l'ultimo in assoluto a Basilea a novembre.
Gioconda de Vito visse per lo più nella sua casa di Hertfordshire e solo raramente si recava a Londra per ascoltare qualche concerto.

## Documenti sonori
Riflettendo sulla sua carriera, ebbe un motivo di rammarico: non registrò mai il Concerto di Beethoven per il quale divenne famosa, anche se buona parte della sua arte è documentata da registrazioni. Fu votata per la musica di Brahms di cui si annoverano due registrazioni in studio (nel 1941 e nel 1953) e un live RAI (1960) del Concerto per violino e del Doppio Concerto (nel 1952, con Amadeo Baldovino al violoncello). È da menzionare la sua collaborazione con i due pianisti Tito Aprea ed Edwin Fischer, con i quali incise anche le sonate di Brahms. Di interesse sono anche le performance con Yehudi Menuhin, il Concerto Doppio di Bach, le trio sonata di Händel e Henry Purcell, i duetti di Giovanni Battista Viotti e Louis Spohr, i concerti di Bach in Mi maggiore, Mozart in Sol maggiore (registrato due volte) e Mendelssohn in Mi minore.
L'IDIS (Istituto Discografico Italiano), in collaborazione con il Festival della Valle D'Itria di Martina Franca, ha dato inizio a una collana dedicata alle sue registrazioni da studio.